# Коротка енциклопедія науки і техніки

Коротка енциклопедія науки і техніки (McGraw-Hill Encyclopedia of Science & Technology).

Коротка енциклопедія науки і техніки (англ. McGraw-Hill Encyclopedia of Science & Technology) 
Класична стисла двотомна енциклопедія, яка охоплює всі галузі науки і техніки.  Ця коротка Енциклопедія науки і техніки підготовлена для студентів, фахівців та широкого кола читачів, які прагнуть короткого, але авторитетного огляду за темами в усіх основних областях в галузі науки і техніки. Містить 7100 короткі статті, що охоплюють дисципліни науки і техніки.  Енциклопедія включає 1600 двоколірні ілюстрації 75 повнокольорових плити,  сотні таблиць і діаграм, 1300 біографічні нариси відомих вчених.
У 2009 році підготовлене і видане друком вже  шосте видання Енциклопедії.